# Телерадиокомплекс Президента Республики Казахстан
Телерадиокомплекс Президента Республики Казахстан (каз. «ҚР ПІБ Қазақстан Республикасы Президентінің телерадиокешені» ШЖҚ РМК) – Республиканское государственное предприятие на праве хозяйственного ведения «Телерадиокомплекс Президента Республики Казахстан» Управление делами Президента Республики Казахстан является юридическим лицом в организационно-правовой форме республиканского государственного предприятия на праве хозяйственного ведения.
Телерадиокомплекс является медиа-компанией полного цикла, обеспечивающей производство и распространение контента во всех средах.
Директор — Кажибаева Раушан Жанабергеновна

## История
Телерадиокомплекс Президента впервые был основан 17 апреля 1995 года в г. Алматы, как «Телерадиокомплекс Пресс-службы Президента Республики Казахстан» в составе Аппарата Президента Республики Казахстан..
В 1996 году, спустя 1,5 года с момента образования телерадиокомплекса в целях обеспечения эффективности работы по информационному сопровождению деятельности Президента и Правительства Республики Казахстан и ее качественного улучшения было принято решение о выделении телерадиокомплекса в отдельную структуру в форме юридического лица. 29 декабря 1996 года Постановлением Правительства Республики Казахстан № 1671 было создано Государственное Учреждение «Телерадиокомплекс Президента Республики Казахстан», собственником которого стало Управление делами президента Республики Казахстан.
Вновь созданное государственное учреждение осталось в стенах Резиденции Президента Республики Казахстан, а также получило помещения по известному в г. Алматы адресу — площадь Республики, 13.
Телерадиокомплекс также получил на свой баланс медийное оборудование, а работники ТРК сохранили все ранее определенные им надбавки и доплаты за особый режим работы.
К 1999 году традиционные съемки мероприятий и поездок с участием главы государства, телерадиокомплекс дополнил производством собственных документальных фильмов и телевизионных роликов, способствовавших, как расширению пула инструментов оперативного информирования аудитории, так и расширенной подачи информации с акцентом на аналитику. Производство национальных документальных фильмов телерадиокомплексом было закреплено Постановлением Правительства Республики Казахстан № 1178 от 17 августа 1999 года, согласно которому ТРК сменил форму собственности на закрытое некоммерческое акционерное общество. Новое ЗНАО стало правопреемником и получило все имущество ГУ «Телерадиокомплекс Президента РК» в качестве взноса в уставной капитал.
С 2005 года на фоне изменений в казахстанском законодательстве, произошло очередное изменение формы собственности ТРК, перешедшего из категории закрытых акционерных обществ к простому некоммерческому акционерному обществу (НАО).
В соответствии с постановлением Правительства Республики Казахстан от 20 марта 2023 года № 241, произошло очередное изменение формы собственности ТРК, перешедшего из категории некоммерческого акционерного общества в Республиканское государственное предприятие.

## Деятельность
На протяжении большей части своей истории основным видом деятельности телерадиокомплекса оставалось информационное сопровождение деятельности Президента Казахстана. Съемочные группы ТРК сопровождают главу государства в каждой поездке, в Казахстане и за рубежом. Работа съемочных групп не ограничивается официальными съемками, при зарубежных поездках собирается большое количество материалов о культуре, людях и местном колорите стран, куда направляется Президент. Эту работу проводит специальная, опережающая группа, выезжающая в страну назначения незадолго до начала официальной части визита.
Деятельность Президента также освещается в документальных и короткометражных фильмах и видеороликах, производимых телерадиокомплексом. За 26 лет работы ТРК снял более 800 картин, среди которых есть удостоившиеся различных республиканских и международных премий и наград. Ежегодно телерадиокомплекс производит до 40 документальных и короткометражных картин. Все документальные фильмы телерадиокомплекса традиционно проходят в эфире большинства казахстанских каналов. Фильмы показывают, как государственные, так и частные СМИ.
Как отмечают руководители телерадиокомплекса, организация является летописцем истории становления и развития независимого Казахстана и обладает уникальным архивом. Ни одна медиа-компания в Казахстане не имеет сравнимого по масштабу объема материалов, детально задокументировавших деятельность Президентов страны.
Кроме того, в последние годы телерадиокомплекс стал выходить за границы документалистики о президентах, внутренней и внешней политики страны. Стало появляться больше картин в историческом и жизнеописательном жанрах. К началу 2020-х годов назрел вопрос дальнейшего развития телерадиокомплекса.
К осени 2021 года активно стала обсуждаться информация о возможном присоединении телерадиокомплексом ряда медийных ресурсов. В начале 2022 года стали обозначаться кандидаты на вступление в ряды телерадиокомплекса. В этот же период стало известно, что модернизация телерадиокомплекса Президента согласована и утверждена на самом высоком уровне (поручение руководителя администрации президента Республики Казахстан № 21-4921 от 12 ноября 2021).
16 марта 2022 года комплекс выпустил документальный фильм о резиденции президента в Алма-Аты «Восстановлению не подлежит», в котором управляющий делами президента Айбек Дадебаев пояснил, что восстановление резиденции, которая была разрушена 5 января в ходе протестов в стране, нецелесообразно. 

## Модернизация
Как стало известно в апреле 2022 года объединение под эгидой президентского телерадиокомплекса канала Qazaq TV (Kazakh TV), МИА «Казинформ» и Kaztube стало частью новой большой программы модернизации ТРК. По замыслу телерадиокомплекс должен вырасти в полноценную медиа-компанию.
По словам Генерального директора ТРК, одни из важнейших изменений ожидают телеканал Qazaq TV (Kazakh TV). Отныне канал будет работать и на зарубежную, и на внутреннюю аудиторию. Контент также будет подбираться с учетом интересов принципиально отличающейся друг от друга иностранной и местной телеаудитории.
Первым шагом стал возврат канала в перечень обязательных на всей территории РК. С 04 августа 2022 года каналу отведена «7 кнопка» на пульте. Имя, остававшееся с каналом на протяжении последних десяти лет, сменилось на Jibek Joly («Шелковый путь»). Директор переименованного канала Константин Харламов подтвердил намерение канала вещать в Казахстане и сохранить иновещание, и что вещание это будет отличаться. В Казахстане Jibek Joly станет семейным телеканалом, в эфире которого найдется контент, как для детей, так и для взрослых.
«Международное информационное агентство» Казинформ", как старейшее и главное информационное агентство Казахстана, чья история насчитывает 102 года, как и прежде, остается ведущим государственным информационным рупором в Республике Казахстан. В рамках трансформации активно проводится синергия процессов и продуктов информационного агентства с медийными производственными, креативными, телевизионными и интернет-активами.

## Директор
С августа 2019 года — Кажибаева Раушан Жанабергеновна. Родилась 3 октября 1978 года, КазССР, Тургайская область, город Есиль. Трудовую деятельность начала в 1999 году. Работала в качестве политического обозревателя на телеканале «КТК», заместителем директора Дирекции информационно-аналитических программ «Казахстан-Астана ТРО», главным редактором русской службы новостей, советником Председателя Сената Парламента РК, руководителем пресс-службы Сената Парламента РК, руководителем пресс-службы, пресс-секретарём Премьер-министра РК, руководителем департамента по работе со СМИ Министерства обороны РК, директором департамента по связям с общественностью АО «НК „Қазақстан темір жолы“, советником Премьер-министра РК.